# Maratona de Tóquio
Maratona de Tóquio (em japonês:  東京マラソン) é uma corrida de 42,195 km de distância, disputada anualmente em fevereiro ou março nas ruas de Tóquio, capital do Japão. A partir de 2013 ela começou a integrar o grupo de maratonas da World Marathon Majors.
Existente desde 2007, ela é uma prova mista, para ambos os sexos, que deriva da antiga Maratona de Tóquio, nome que englobava duas outras maratonas realizadas na cidade, a Maratona Internacional de Tóquio, uma prova apenas masculina disputada desde 1980 e a Tokyo-New York Friendship International Marathon, disputada desde 1981. Neste ano, as duas foram disputadas com um mês de diferença no mesmo local. Com a impossibilidade da cidade de lidar com duas maratonas no mesmo ano, a partir de 1982 elas passaram a ser disputadas em anos alternados, sendo as duas conhecidas popularmente como Maratona de Tóquio. Também neste período, entre 1979 e 2008 a cidade abrigava uma maratona apenas feminina, a Maratona Internacional Feminina de Tóquio.
Isto tudo se dava pelo costume japonês de não misturar homens e mulheres numa mesma prova atlética. Quando em 2007 os japoneses decidiram juntar todos os corredores independente de sexo numa mesma prova, que resultou na atual maratona, as duas anteriores foram extintas. A antiga Maratona Feminina de Tóquio passou a ser disputada em outra cidade, Yokohama, como Maratona Feminina de Yokohama, uma das três usadas como seletiva japonesa para  Campeonatos Mundiais e Jogos Olímpicos, junto com a Maratona de Nagoia, existente desde 1980 e a Maratona Internacional Feminina de Osaka, desde 1982, todas exclusivamente para mulheres, já que no Japão é costume de forte tradição provas atléticas apenas para mulheres.
O novo formato, com a prova aberta para ambos os sexos, fez com que em 2013 o número total de inscritos fosse de 303.450 pessoas – além de 1.058 inscritas para participar dos 10 km, disputada ao mesmo tempo que a maratona – das quais apenas cerca de 36 mil foram sorteadas para participar.
O recorde da prova pertence ao Quênia no masculino e no feminino, Eliud Kipchoge – 2:02.40 – e Brigid Kosgei – 2:16:02 – ambos em 2022. Estas marcas são as mais rápidas já corridas no Japão nos dois gêneros. Os dois quenianos também são os atuais recordistas mundiais da maratona tanto no masculino quanto no feminino.
Devido a epidemia de coronavirus registrada no mundo em 2020, a edição deste ano, ao invés da tradicional corrida de massa com milhares de participantes, foi disputada por apenas 206 atletas de elite escolhidos pela direção de prova. Pela mesma situação, a edição de 2021, depois de inicialmente postergada do tradicional mês de março para outubro daquele ano, acabou cancelada.

## Percurso
- Tóquio City Hall -> Palácio Imperial de Tóquio -> Parque Hibiya (chegada da corrida dos 10 km) -> Shinagawa -> Ginza -> Nihonbashi -> Asakusa -> Tsukiji -> Centro  de Convenções Internacional de Tóquio (chegada).

## Vencedores
Nota: recorde da prova M e F
| Ano  | Homens              | País                | Tempo               | Mulheres             | País                | Tempo   |
| ---- | ------------------- | ------------------- | ------------------- | -------------------- | ------------------- | ------- |
| 2025 | Tadese Takele       | Etiópia             | 2:03:23             | Sutume Asefa Kebede  | Etiópia             | 2:16:31 |
| 2024 | Benson Kipruto      | Quénia              | 2:02:16             | Sutume Asefa Kebede  | Etiópia             | 2:15:55 |
| 2023 | Deso Gelmisa        | Etiópia             | 2:05:22             | Rosemary Wanjiru     | Quénia              | 2:16:28 |
| 2022 | Eliud Kipchoge      | Quénia              | 2:02:40             | Brigid Kosgei        | Quénia              | 2:16:02 |
| 2021 | Não foi disputada * | Não foi disputada * | Não foi disputada * | Não foi disputada *  | Não foi disputada * |         |
| 2020 | Birhanu Legese      | Etiópia             | 2:04:15             | Lonah Salpeter       | Israel              | 2:17:45 |
| 2019 | Birhanu Legese      | Etiópia             | 2:04:48             | Ruti Aga             | Etiópia             | 2:20:40 |
| 2018 | Dickson Chumba      | Quénia              | 2:05:30             | Birhane Dibaba       | Etiópia             | 2:19:51 |
| 2017 | Wilson Kipsang      | Quénia              | 2:03:58             | Sarah Chepchirchir   | Quénia              | 2:19:47 |
| 2016 | Feyisa Lilesa       | Etiópia             | 2:06:56             | Helah Kiprop         | Quénia              | 2:21:27 |
| 2015 | Endeshaw Negesse    | Etiópia             | 2:06:00             | Birhane Dibaba       | Etiópia             | 2:23:15 |
| 2014 | Dickson Chumba      | Quénia              | 2:05:42             | Tirfi Tsegaye        | Etiópia             | 2:22:23 |
| 2013 | Dennis Kimetto      | Quénia              | 2:06:50             | Aberu Kebede         | Etiópia             | 2:25:34 |
| 2012 | Michael Kipyego     | Quénia              | 2:07:37             | Atsede Habtamu       | Etiópia             | 2:25:28 |
| 2011 | Hailu Mekonnen      | Etiópia             | 2:07:35             | Noriko Higuchi       | Japão               | 2:28:49 |
| 2010 | Masakazu Fujiwara   | Japão               | 2:12:19             | Alevtina Biktimirova | Rússia              | 2:34:39 |
| 2009 | Salim Kipsang       | Quénia              | 2:10:27             | Mizuho Nasukawa      | Japão               | 2:25:38 |
| 2008 | Viktor Röthlin      | Suíça               | 2:07:23             | Claudia Dreher       | Alemanha            | 2:35:35 |
| 2007 | Daniel Njenga       | Quénia              | 2:09:45             | Hitomi Niiya         | Japão               | 2:31:02 |

*  Prova de 2021 cancelada devido à pandemia de Covid-19.

## Vencedores por nações
| - Quênia - 9 - Etiópia - 7 - Japão - 1 - Suíça - 1 | - Etiópia - 8 - Quênia - 4 - Japão - 3 - Rússia - 1 - Alemanha - 1 - Israel - 1 |

## Galeria

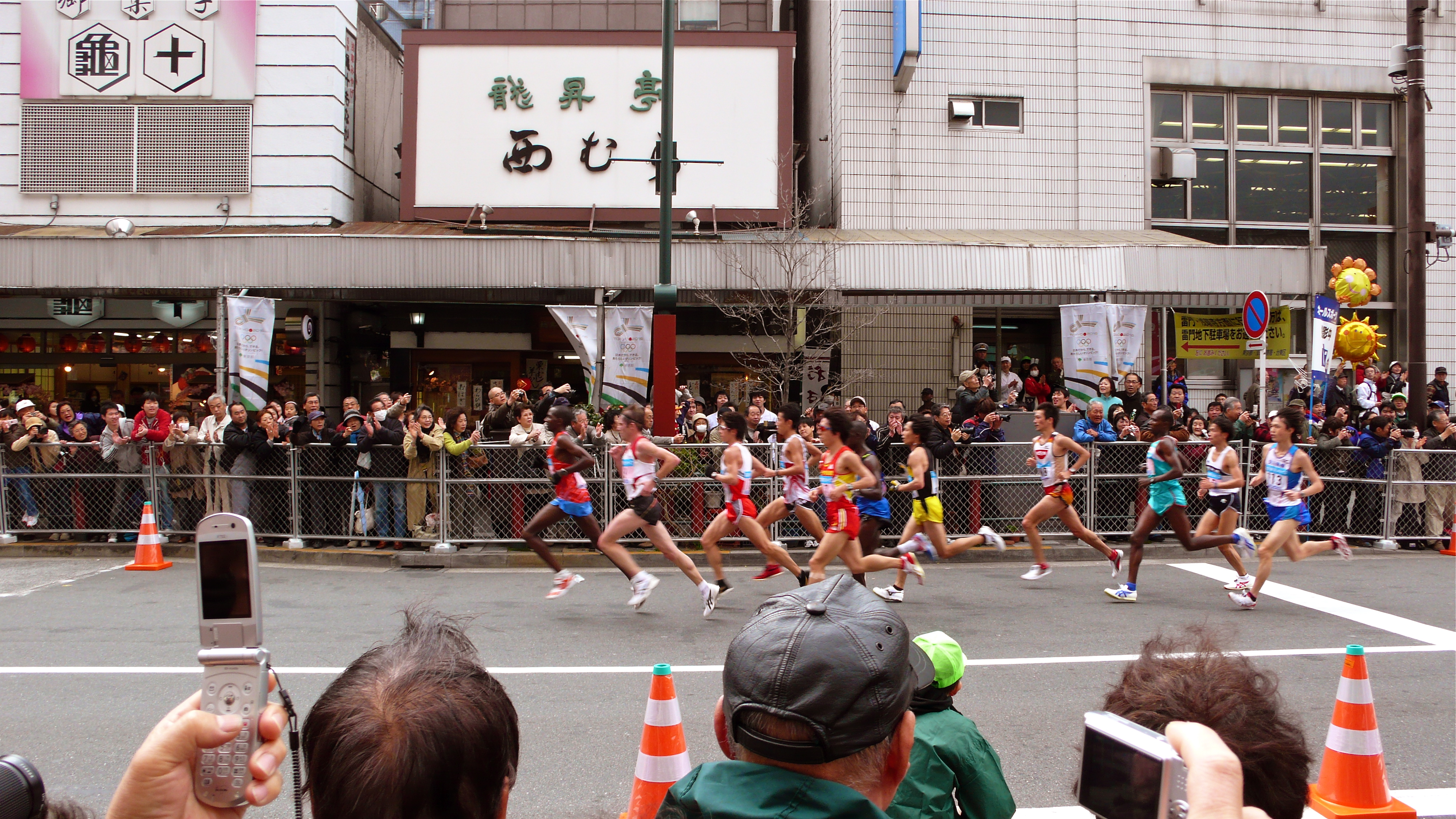
Pelotão de elite no centro de Tóquio.
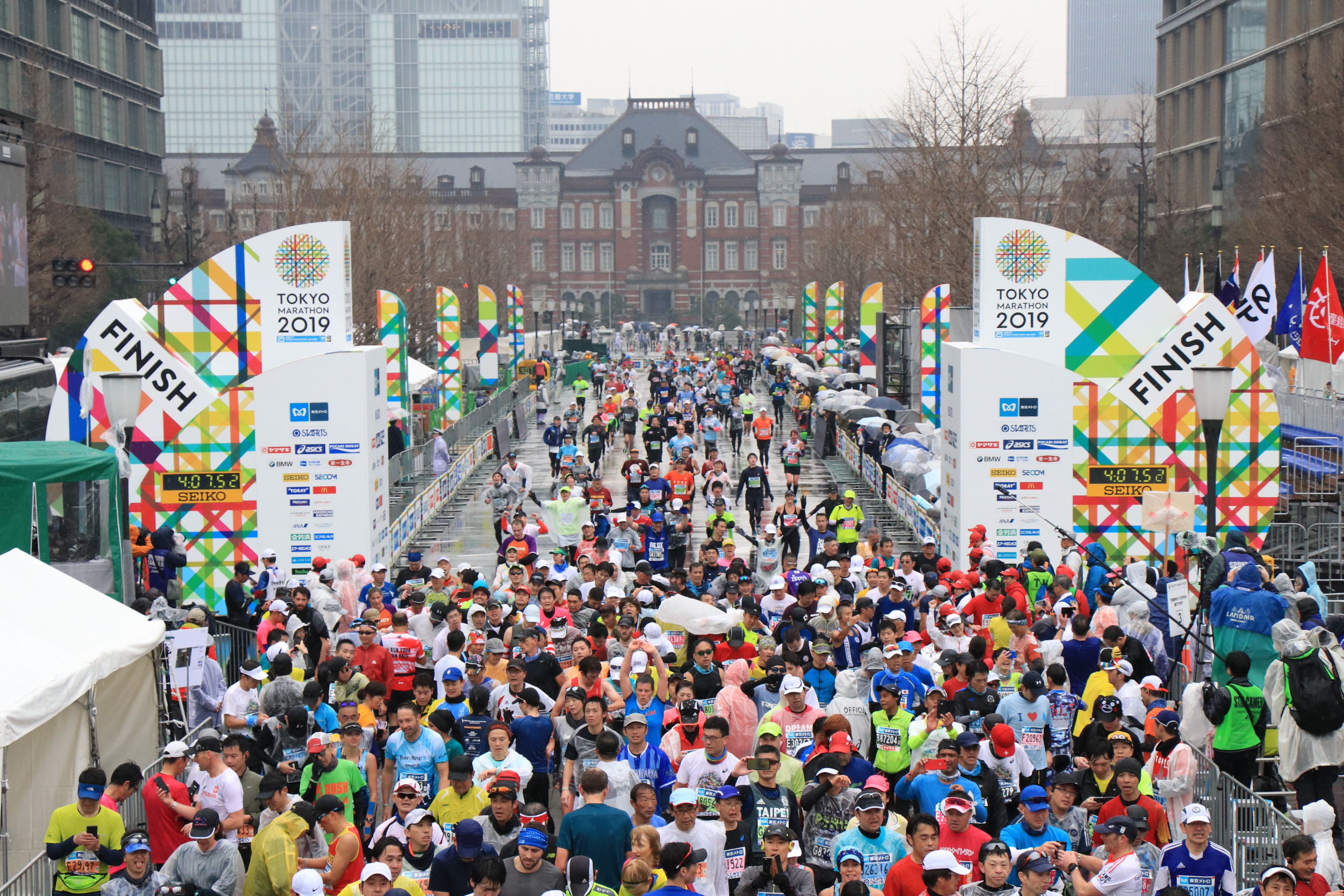
Chegada da massa de corredores na edição de 2019.
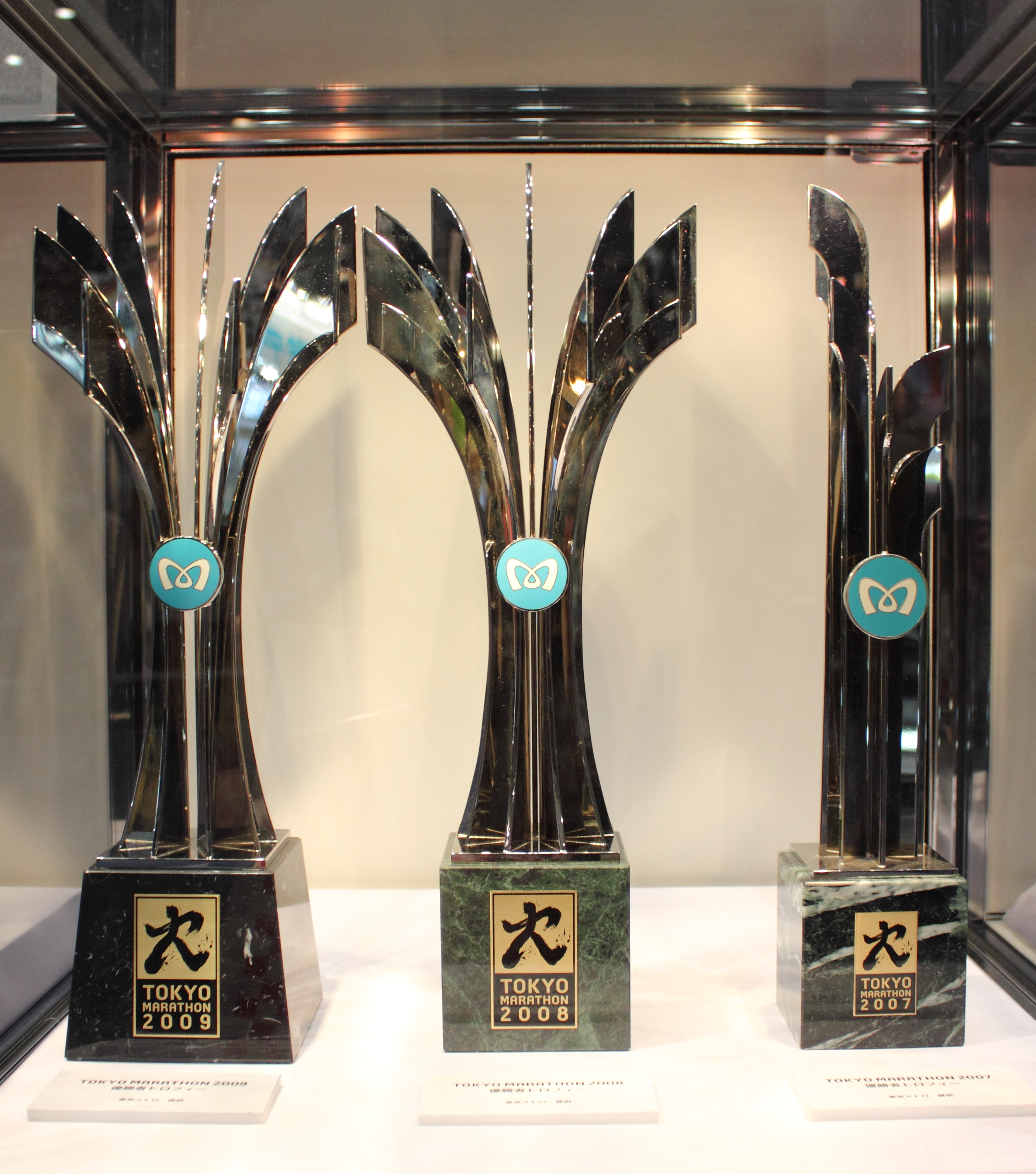
Troféu de 2008.
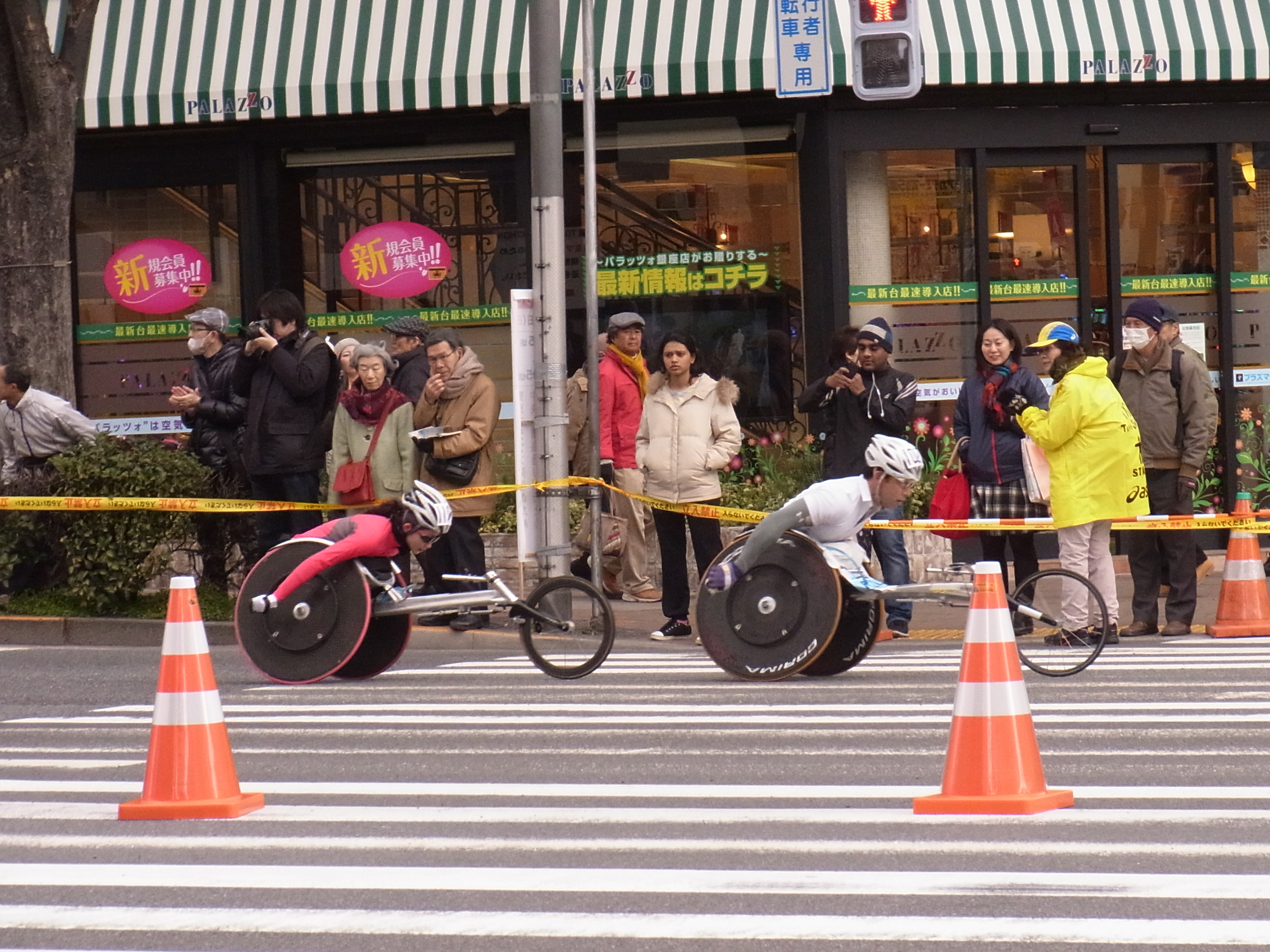
Categoria de cadeira de rodas em 2014.
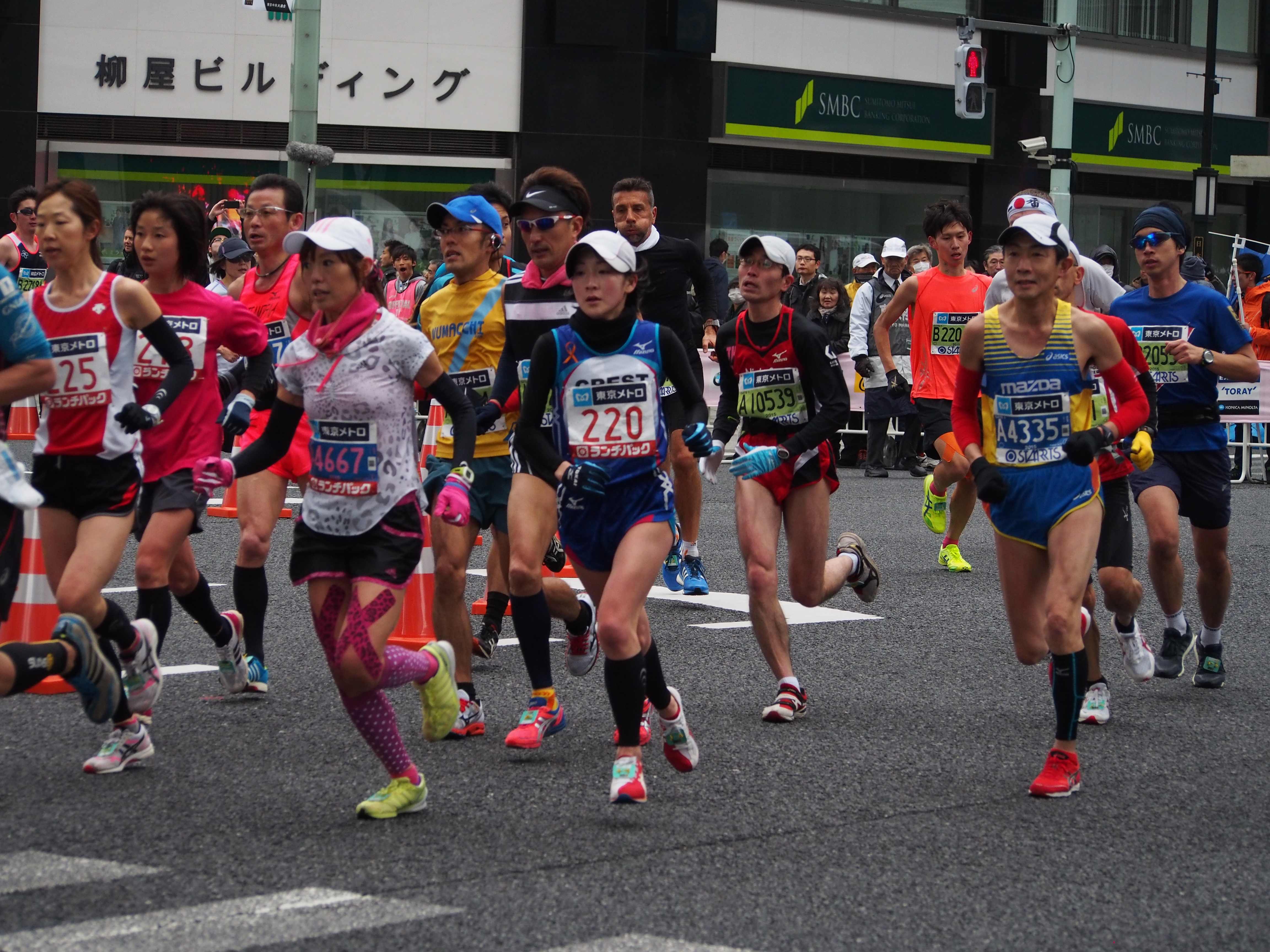
Grupo de corredores na edição de 2015.
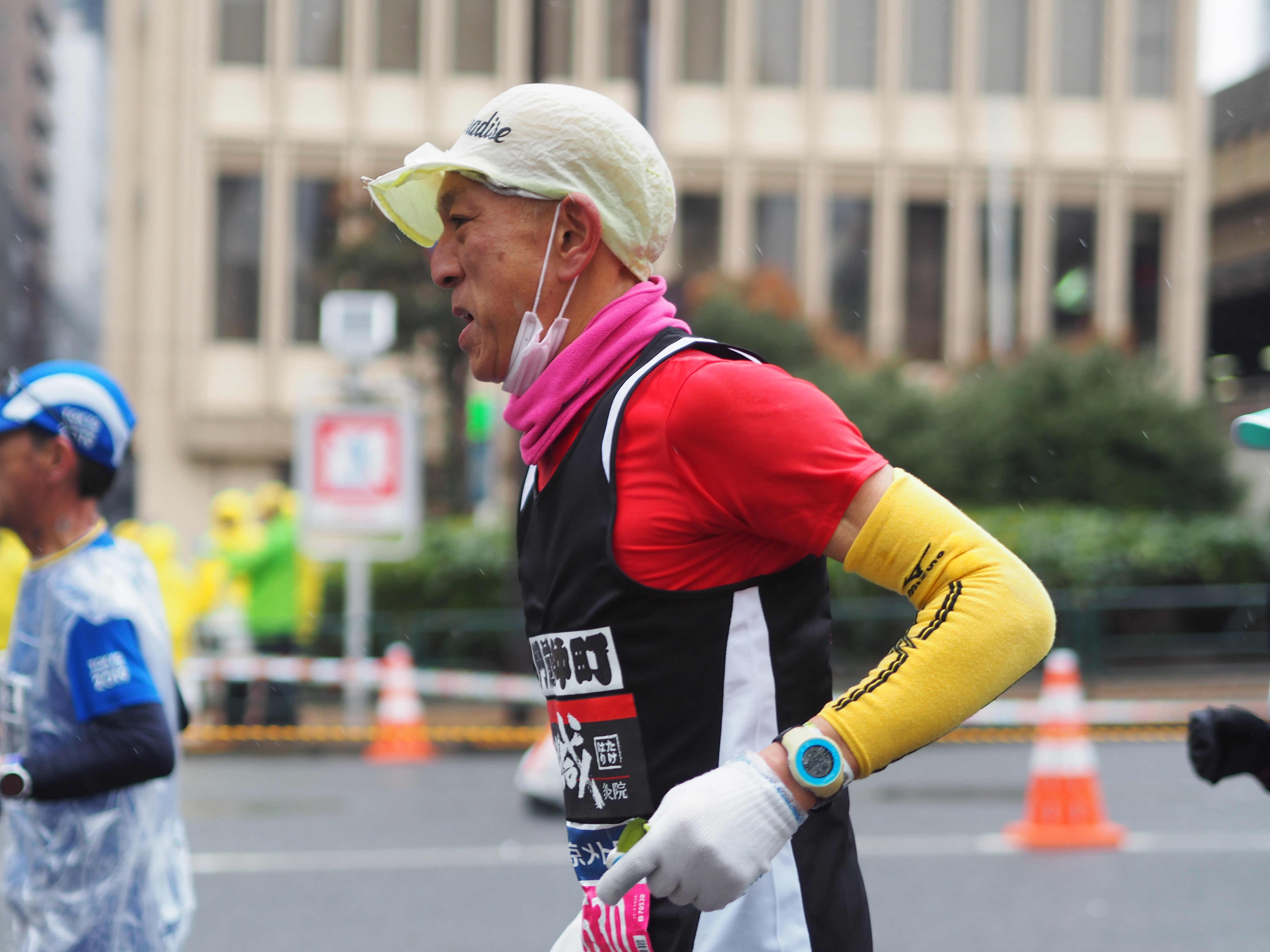
A proteção contra o frio do corredor japonês.
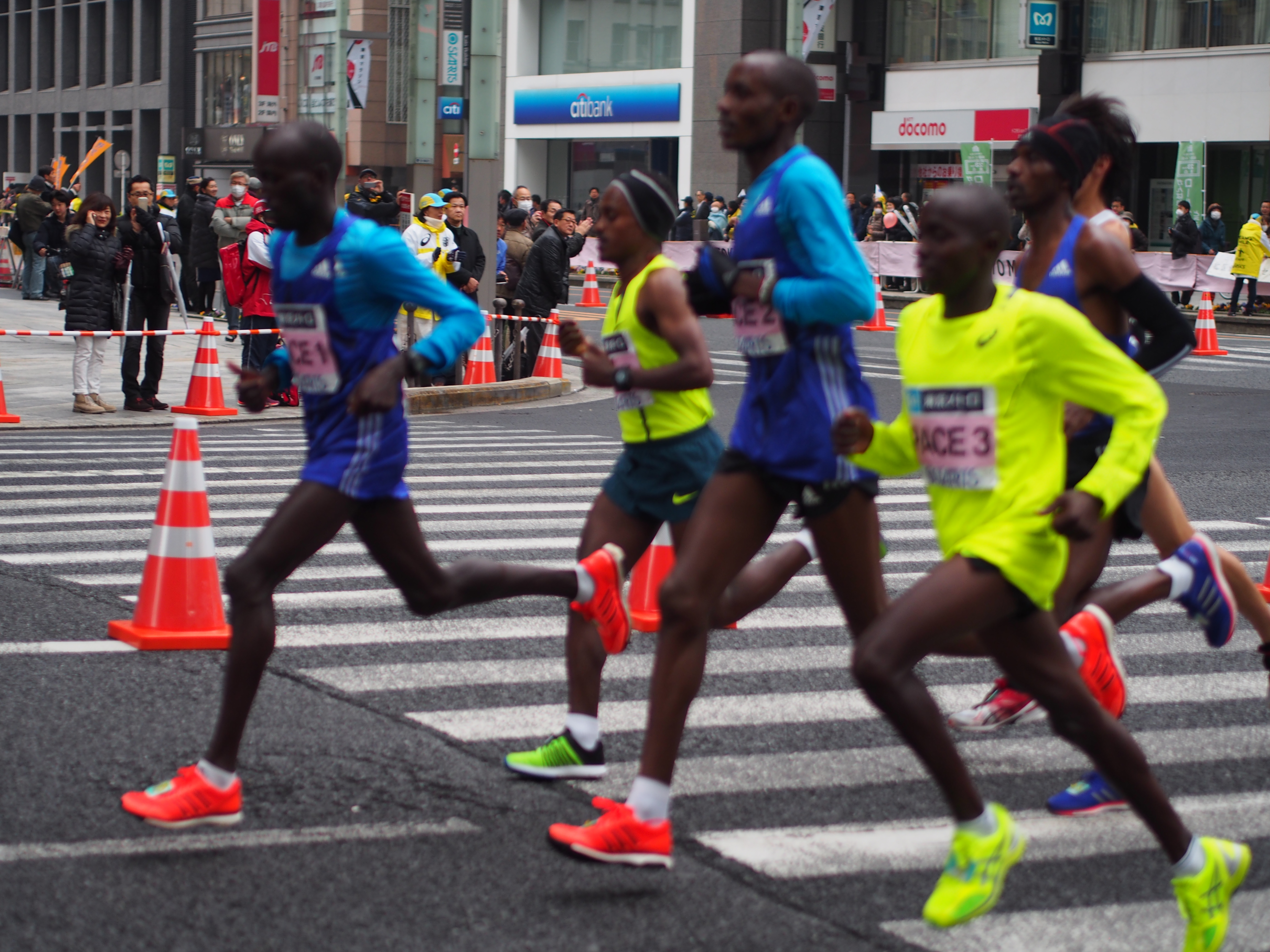
A elite masculina em 2015.
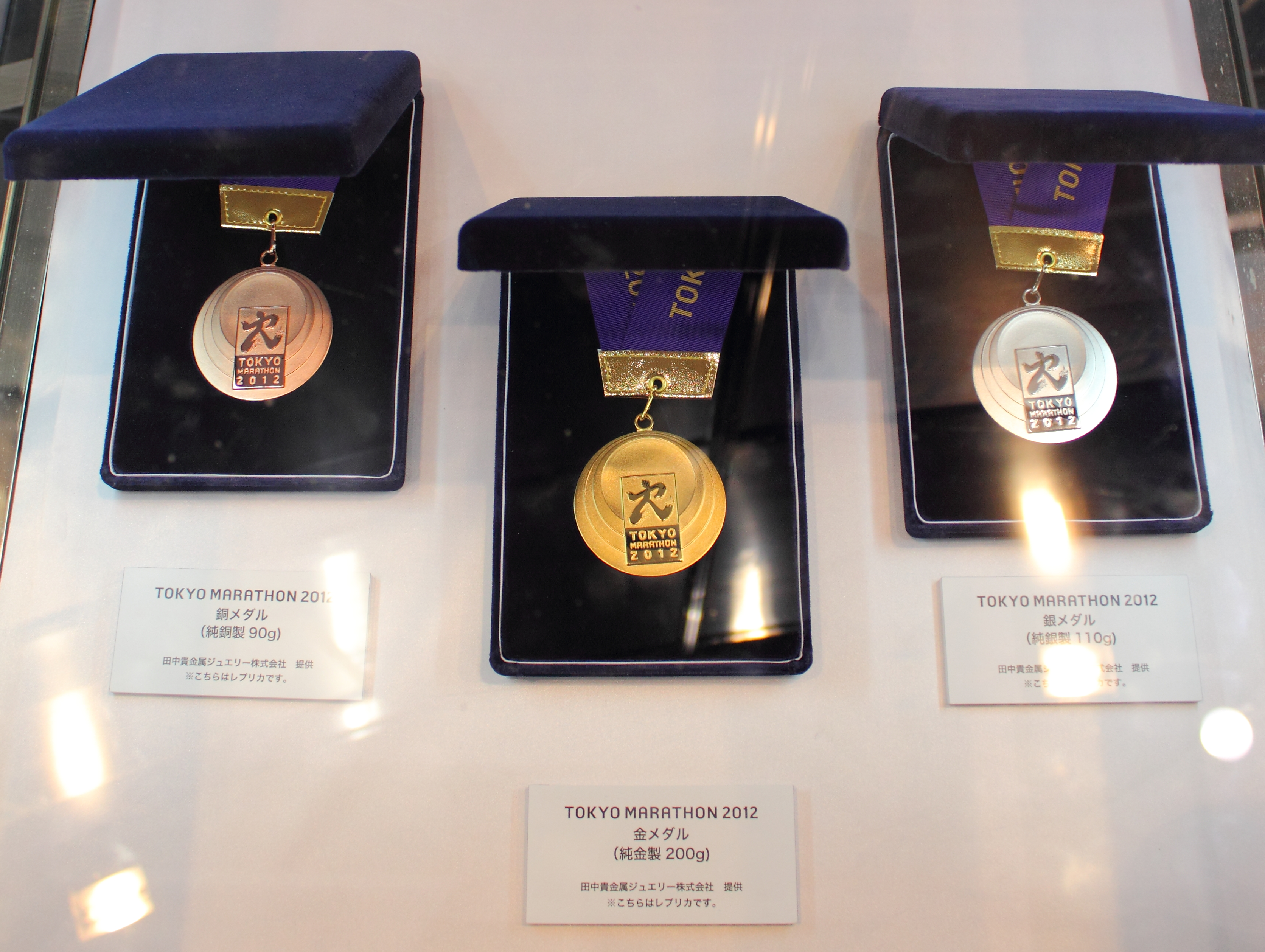
As medalhas da edição de 2012.